# Wellington (Utah)
Wellington je město v okresu Carbon County ve státě Utah ve Spojených státech amerických. K roku 2000 zde žilo 1 666 obyvatel. S celkovou rozlohou 9,1 km² byla hustota zalidnění 183 obyvatel na km².